# Haddington (Lincolnshire)
Pour l’article homonyme, voir Haddington.
Haddington est un village du Lincolnshire, en Angleterre.